# (19848) Yeungchuchiu
(19848) Yeungchuchiu (2000 TR) – planetoida z grupy pasa głównego asteroid okrążająca Słońce w ciągu 5,22 lat w średniej odległości 3,01 j.a. Odkryta 2 października 2000 roku.